# Die bauliche Maßnahme
Die bauliche Maßnahme (en/br: The Border Fence) é um filme austríaco do gênero de documentário lançado em 2018 pelo diretor Nikolaus Geyrhalter.

## Sinopse
O filme passa-se em Brenner Pass, região de fronteira alpina da Áustria, em que o governo austríaco anunciou a construção de uma cerca na fronteira, esperando uma mudança das rotas de refugiados para a Itália após o fechamento da rota dos Balcãs. Os moradores temem a cerca tanto quanto o afluxo supostamente ameaçador de estrangeiros para sua terra natal.

## Lançamento
O documentário foi lançado no dia 14 de março de 2018, num festival de cinema da Áustria chamado "Diagnole".

## Recepção da crítica
Neil Young, da revista estadunidense The Hollywood Reporter, elogiou o filme: "Um exame sensível das fronteiras complicadas entre retórica e realidade."
Vladan Petković, do portal especializado em cinema Cineuropa, anotou sobre o filme que: "Talvez inesperadamente, um documentário de 2018 chamado The Border Fence nos dê esperança, mostrando que, pelo menos em alguns lugares da Europa, pessoas normais e decentes não são vítimas cegamente da propaganda populista e defendem os valores nos quais a União Européia foi construída."
Peter Debruge, da revista estadunidense Variety, fez crítica favorável ao filme e acrescentou a debate imigratório que: "num certo sentido abstrato, a barreira não é sobre eles - o filme poderia facilmente ser sobre esforços para construir um canhão laser gigante com o objetivo de abater extraterrestres: é sobre as pessoas que esse projeto foi projetado para “proteger”." 